# Baaora variata
Baaora variata är en insektsart som först beskrevs av M. Firoz Ahmed 1971.  Baaora variata ingår i släktet Baaora och familjen dvärgstritar. Inga underarter finns listade i Catalogue of Life.